# Ireneusz Sławomir Ledwoń
Ireneusz Sławomir Ledwoń OFM (ur. 31 sierpnia 1961 w Wodzisławiu Śląskim) – duchowny katolicki, franciszkanin, teolog, doktor habilitowany nauk teologicznych, profesor nadzwyczajny na Wydziale Teologii Katolickiego Uniwersytetu Lubelskiego Jana Pawła II, profesor nadzwyczajny w Katedrze Religiologii i Misjologii w Instytucie Teologii Fundamentalnej KUL. Członek Komitetu ds. Dialogu z Religiami Niechrześcijańskimi Komisji Episkopatu Polski.

## Życiorys
W 1980 wstąpił do zakonu franciszkańskiego. Po odbyciu rocznego nowicjatu złożył w 1981 pierwszą profesję zakonną. Następnie studiował filozofię i teologię w Wyższym Seminarium Duchownym Braci Mniejszych w Katowicach. Po przyjęciu święceń kapłańskich w 1987 pracował duszpastersko w Rybniku. Następnie został skierowany na studia specjalistyczne z teologii fundamentalnej na KUL-u. Doktoryzował się w 1995, habilitacja w 2007, profesor nadzwyczajny od 1 października 2008. W latach 2007–2016 kierownik Katedry Teologii Religii w ITF; 2008-2016 prodziekan Wydziału Teologii KUL.
Przez wiele lat był sekretarzem Sekcji Teologii Fundamentalnej przy Komisji Nauki Episkopatu Polski. Był autorem lub współautorem ponad 100 publikacji naukowych. W zakres jego badań wchodzą metodologia teologii fundamentalnej, apologetyka, problematyka objawienia Bożego, teologia religii, dialog międzyreligijny i sekty.
Jest członkiem Prowincji Wniebowzięcia Najświętszej Maryi Panny Zakonu Braci Mniejszych w Katowicach.

## Wybrana bibliografia naukowa
- 1996 Objawienie chrześcijańskie i jego wiarygodność według Ren'e Latourelle’a, Lublin
- 2004 U źródeł chrystocentryzmu w teologii. Święty Franciszek z Asyżu, Kraków
- 2006 „...i nie ma w żadnym innym zbawienia”. Wyjątkowy charakter chrześcijaństwa w teologii posoborowej, Lublin